# Arquitetura renascentista francesa

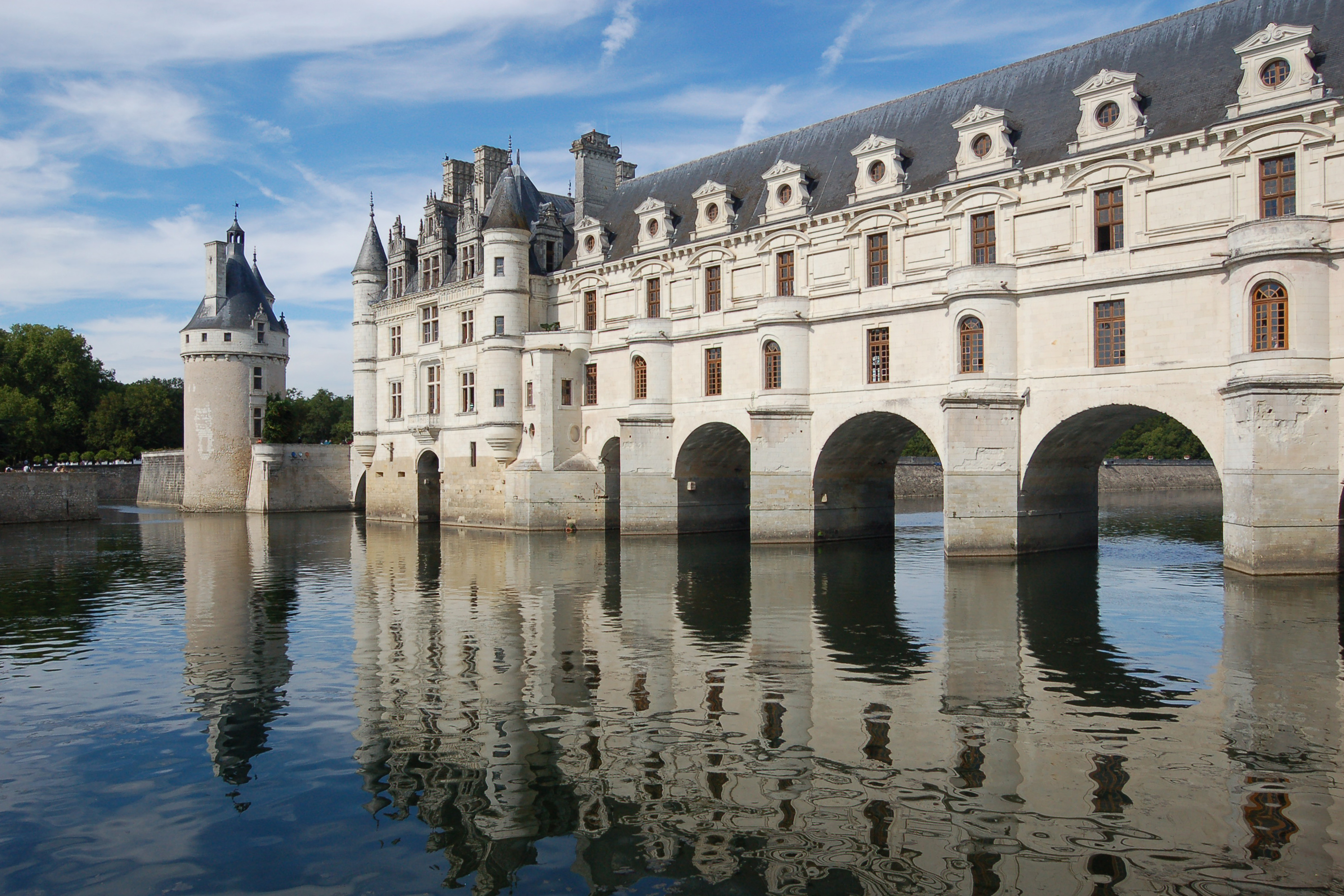
Castelo de Chenonceau, projetado por Philibert Delorme.

A arquitetura renascentista francesa é um estilo de arquitetura que foi importado da Itália durante a segunda metade do século XV e o início do século XVI e desenvolvido à luz das tradições arquitetônicas da França.
Durante a Guerra dos Cem Anos, Carlos VII encontrou no Vale do Loire um lugar ideal de refúgio. Ele foi coroado em Reims após as épicas batalhas de Joana d'Arc que iniciaram a partida dos ingleses de todo o reino. A metade do século XV foi um período chave para o Vale do Loire na história da França e do seu património arquitectónico. Os grandes do reino instalaram-se na região, renovando fortalezas medievais ou erguendo novos edifícios. Carlos VII residiu em Chinon, que permaneceu na sede do tribunal até 1450, e ele e o dauphin de France, o futuro Luís XI, encomendaram ou autorizaram obras de construção. Depois começou a construção dos Castelos do Vale do Loire. Assim, de 1443 a 1453, o edifício principal do Castelo de Montsoreau foi construído nas margens do Loire por João II de Chambes, diplomata em Veneza e na Turquia e conselheiro particular do rei Carlos VII. Entre 1465 e 1469, Luís XI ordenou a construção do castelo de Langeais, no final do promontório, a cem metros do calabouço do século X.
Durante os primeiros anos do século XVI, os franceses estiveram envolvidos em guerras no norte da Itália, trazendo de volta para a França não apenas tesouros da arte renascentista, mas também suas idéias estilísticas. Um grande número de construções foram feitas no Vale do Loire, e muitos castelos renascentistas apareceram então, sendo o exemplo mais antigo o castelo de Montsoreau (c.1461), seguido do Castelo de Amboise (1491 d.C.), no qual Leonardo da Vinci passou seus últimos anos. O estilo tornou-se dominante durante o reinado de Francisco I.

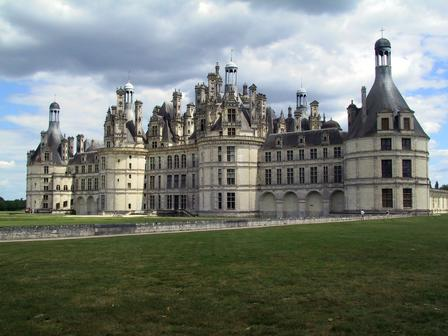
A construção do Castelo de Chambord, iniciada em 1519, durou aproximadamente vinte anos.

O Castelo de Chambord é uma combinação de estruturas góticas e ornamentos italianos.  Foi dito que "O prazer com a qual os construtores empilharam os ornamentos italianos para elaborar os telhados pertence ao antigo espírito gótico de contribuição ornamental".
O estilo se desenvolveu progressivamente em um maneirismo francês, conhecido como estilo de Henrique II, através de arquitetos como Sebastiano Serlio, que foi contratado a partir de 1540 para trabalhar no Palácio de Fontainebleau. Em Fontainebleau, artistas italianos como Rosso Fiorentino, Francesco Primaticcio e Niccolo dell' Abbate formaram a Escola de Fontainebleau. Outros, como Philibert Delorme, Androuet du Cerceau, Giacomo Vignola e Pierre Lescot, foram influenciados pelas novas idéias. A fachada interior do sudoeste do Cour Carrée do Museu do Louvre, em Paris, foi projetada por Lescot e coberto com esculturas exteriores por Jean Goujon. A arquitetura continuou a se desenvolver nos reinos de Henrique II e Henrique III.